# Pebi
Pebi (Pi) är ett binärt prefix med värdet 250 = 1 125 899 906 842 624. Prefixet pebi har fått sitt namn av att det ungefär motsvarar SI-prefixet peta (1015 = 1 000 000 000 000 000).
Binära prefix används främst när man uttrycker minnesstorlekar och minnesåtgång i datorer; 250 bytes är en pebibyte (PiB), men kallas ofta slarvigt för en petabyte.